# Tangen (stacja kolejowa)
Tangen – stacja kolejowa w Tangen, w regionie Hedmark w Norwegii, oddalona od Oslo Sentralstasjon o 101,77 km. Jest położona na wysokości 164,4 m n.p.m.

## Ruch lokalny
Leży na linii Dovrebanen. Stacja obsługuje ruch lokalny do Oslo Sentralstasjon i Lillehammer; pociągi na tej trasie jeżdżą co dwie godziny w obie strony.

## Obsługa pasażerów
Poczekalnia, parking, parking dla rowerów. Odprawa podróżnych odbywa się w pociągu.